# OpenDS
OpenDS ist ein freier Fahrsimulator, der vornehmlich für wissenschaftliche Zwecke entwickelt wurde. Der Simulator ist in Java geschrieben und verwendet jMonkeyEngine, JBullet, LWJGL und Nifty GUI. Die Entwicklung wurde 2011 am Deutschen Forschungszentrum für Künstliche Intelligenz begonnen und bis 2019 von der Europäischen Kommission finanziert. Der Quellcode einiger Funktionen ist nicht öffentlich.

## Funktionsumfang
OpenDS verfügt, über die eigentliche Fahrsimulation hinaus, unter anderem über folgenden Funktionsumfang:
- Verkehrssimulation
- Simulation von Ampelschaltungen
- Wettersimulation
- Analysetool für Fahrverhalten
- Eye-Tracking

Außerdem beinhaltet die Software verschiedene vorgefertigte Auto- und Straßenmodelle sowie Fahraufgaben.

## Unterstützte Hardware
OpenDS kann mit der Tastatur oder mit USB-Lenkrädern gesteuert werden. Außerdem ist es möglich, OpenDS mit dem CAN-Bus eines Autos zu verbinden und die Simulation so mit dem Auto zu steuern. Darüber hinaus unterstützt die Software verschiedene Bildausgabeformate, die Projektion mit bis zu 360°-Sicht zulassen und die Oculus Rift.